# كوليوغانيف
كوليوغانيف (بالبلغارية: Колю Ганев)‏ قرية تقع إدارياً ضمن تريافنا في بلغاريا. تعتمد كوليوغانيف للبريد على الرمز البريدي 5360.